# Zalabárdos
Zalabárdos (horvátul: Badličan) falu Horvátországban, Muraköz megyében.  Közigazgatásilag Felsőmihályfalvához tartozik.

## Fekvése
Csáktornyától 12 km-re északnyugatra, községközpontjától Felsőmihályfalvától 3 km-re nyugatra a Muraközi-dombság területén fekszik.

## Története
A csáktornyai uradalom részeként területe 1546-ban I. Ferdinánd király adományából a Zrínyieké lett. Miután Zrínyi Pétert 1671-ben felségárulás vádjával halálra ítélték és kivégezték minden birtokát elkobozták, így a birtok a kincstáré lett. III. Károly a Muraközzel együtt 1719-ben szolgálatai jutalmául elajándékozta Althan Mihály János cseh nemesnek. 1791-ben az uradalommal együtt gróf Festetics György vásárolta meg és ezután 132 évig a tolnai Festeticsek birtoka volt.
Vályi András szerint "BADLITÁN. Horvát falu Szala Vármegyében, birtokos Ura Gróf Althán Uraság, lakosai katolikusok, fekszik Snihalievetznek szomszédságában, mellynek filiája. Határjának, ’s vagyonnyainak soványos volta miatt, harmadik Osztálybéli."
1910-ben 133, túlnyomórészt horvát lakosa volt. 1920 előtt Zala vármegye Csáktornyai járásához, majd a Szerb-Horvát-Szlovén Királyság része lett, mely 1929-ben felvette a Jugoszlávia nevet. 1941 és 1945 között ismét Magyarországhoz tartozott. 1991-óta a független Horvátország része. 2001-ben 105 lakosa volt.

## Külső hivatkozások
- Felsőmihályfalva község hivatalos oldala
- Felsőmihályfalva község a Muraköz információs portálján
- Zalabárdos adózói 1715-ben[halott link]